# Sangala donuca
Sangala donuca là một loài bướm đêm trong họ Geometridae.